# Gefecht bei Helmstadt
Dermbach/Rossdorf/Zella/Wiesenthal – Kissingen/Hammelburg – Laufach/Frohnhofen – Aschaffenburg – Hundheim – Tauberbischofsheim – Werbach – Helmstadt/Uettingen – Gerchsheim – Uettingen/Roßbrunn/Hettstadt
Das Gefecht bei Helmstadt war ein Gefecht im Mainfeldzug des Deutschen Krieges am 25. Juli 1866, das zwischen der preußischen Mainarmee und dem VII. Korps der deutschen Bundesarmee, d. h. der bayerischen Armee, ausgetragen wurde.
Auf der Hochebene zwischen Tauber und Main wurden die Bundestruppen am 25. bei Helmstadt und Uettingen sowie bei Gerchsheim abermals zurückgedrängt. In den Kämpfen wurde der spätere bayerische König Ludwig III. verwundet. Nach dem preußischen Bombardement der bayerischen Truppen in der Festung Marienberg bei Würzburg am 27. Juli kam eine örtliche Waffenruhe zustande, der am 2. August der allgemeine Waffenstillstand folgte.

## Vorgeschichte
Die Schlacht von Königgrätz war bereits am 3. Juli für die Preußen siegreich verlaufen, und Österreich befand sich bereits in Verhandlungen mit Preußen. Jedoch betrafen diese Verhandlungen zunächst nur Österreich und Preußen. Eine Offensive der süddeutschen Länder eröffnete eine bessere Ausgangsposition in kommenden Verhandlungen. Zudem bestand immer noch die Möglichkeit, dass Frankreich aktiv aufseiten der Süddeutschen in den Konflikt eingreifen würde, um seine Ansprüche auf Venetien zu wahren.

Das VIII. Korps der deutschen Bundesarmee hatte sich am 20. Juli mit dem VII. Korps, bestehend aus vier bayerischen Divisionen, an der Tauber vereinigt. Mit fast 100.000 Mann war das Bundesheer damit der preußischen Mainarmee mit ca. 60.000 Mann deutlich überlegen. Am 21.7 wurde daher im Hauptquartier des Prinzen Karl von Bayern ein gemeinsames Vorgehen der Bundesarmee gegen Aschaffenburg beschlossen, da man die Preußen noch bei Frankfurt vermutete. Als Termin für den Abmarsch von der Tauber wurde der 24. Juli festgelegt. Die Bayern sollten dazu über das Mainknie, das VIII. Korps an der Tauber entlang marschieren. 

Die preußische Main-Armee war nach einem bis dahin erfolgreichen Feldzug im Westen am 16. Juli in die Bundeshauptstadt Frankfurt einmarschiert. Hier sammelten sich die Preußen und marschierten am 21.7 von Frankfurt in Richtung Würzburg, um, wenn möglich, die Vereinigung der Bundesarmee zu verhindern, diese zu schlagen oder zumindest aber die Grenzen der Süddeutschen weiter zu bedrohen. Auf dem Vormarsch stießen die Preußen auf drei Orte an der Tauber vor: die Division Göben am rechten Flügel nach Tauberbischofsheim, die Division Beyer im Zentrum nach Werbach und die Division Flies am linken Flügel nach Wertheim.

An der Tauber trafen die Preußen zunächst auf das VIII. Korps, das dort bereit zum Abmarsch Richtung Aschaffenburg stand. Am 23. Juli kam es zu einem ersten Gefecht bei Hundheim, jedoch erkannte der Befehlshaber des VIII. Korps, Prinz Alexander von Hessen, erst am nächsten Tag nach den verlorenen Gefechten von Tauberbischofsheim und Werbach, dass er der gesamten Mainarmee gegenüberstand. Er nahm daraufhin das VIII. Korps nach Groß-Rinderfeld zurück. Wegen der zahlenmäßigen Unterlegenheit der Preußen ging man davon aus, dass die Mainarmee gesamthaft von Tauberbischofsheim und Werbach direkt nach Würzburg vorstoßen würde. Prinz Alexander forderte daher Unterstützung bei den Bayern an, die sich bereits im Abmarsch nach Norden befunden hatten. Die Bayern sollten den rechten Flügel des VIII. Korps decken, nachdem die badische Division, die dort stand, am Vortag den Kampf abgebrochen, ohne Meldung den Flügel aufgegeben und sich nach Altertheim zurückgezogen hatte. Auf diese Weise sollte verhindert werden, dass die Preußen sich zwischen beide Hälften des Bundesheeres schoben. Außerdem sollte die bayerische Armee sofort in der Gegend von Roßbrunn konzentriert werden. Die 3. Division, Prinz Luitpold, rückte am 24. Juli von Hettstadt dorthin vor, die Reserven sammelten sich zwischen Greußenheim und Waldbüttelbrunn. Die 1. Division, Stephan, stand um Uettingen, Helmstadt und Holzkirchen, mit den Vortruppen bei Neubrunn, Kembach und Dertingen. Das VIII. Korps erhielt am Abend Nachricht von deren Standorten und die Anweisung, Verbindung mit der am nächsten stehenden Division Stephan zu halten.

## Ausgang
Die Verluste auf beiden Seiten waren gemessen an der Zahl der eingesetzten Soldaten eher gering. Die Bayern hatten 43 Tote, die Preußen verloren 31 Mann. Vergleichbare Gefechte am Anfang des Krieges in Österreich waren deutlich verlustreicher. In dem letztendlich entscheidenden Gefecht auf dem Lerchenberg wurde jedoch verbissen gekämpft. Die Bayern hatten dort mit etwa 400 Mann die schwersten Verluste des Tages. Ebenso hatte das dort eingesetzte preußische Regiment 32 die meisten Verluste auf preußischer Seite.

Das Gefecht selbst war ein taktischer Erfolg der Preußen. Die bayerischen Einheiten hatten zwar das Gefechtsfeld verlassen müssen, waren aber noch kampfbereit. Die 3. Division sammelte sich in Waldbrunn und marschierte nach Waldbüttelbrunn und schlug dort ihr Lager auf. Die 1. Division sammelte sich bei Uettingen und bezog Stellung in Waldbrunn. Gemeinsam mit den beiden anderen mittlerweile herangezogenen Divisionen stand das VII. Korps nun versammelt bereit zur Offensive gegen die Mainarmee. 

Dadurch, dass die Bayern durch die Kämpfe bei Helmstadt dem VIII. Korps beim Gefecht bei Gerchsheim nicht beistehen konnten und dies daraufhin den Rückzug gegen Würzburg antrat, wurde es auch ein strategischer Erfolg. Ein gemeinsames Vorgehen war dem Bundesheer für den Rest des Krieges nicht mehr möglich.

Die Division Beyer hatte inzwischen den Kontakt zur Division Flies hergestellt, die bis vor Uettingen vorgerückt war. Die an dem Gefecht beteiligten Preußen stellten ihre Vorposten in Richtung Uettingen auf und schlugen ihr Nachtlager bei Helmstadt auf. Die Division Flies sollte am nächsten Tag gegen die Bayern in Uettingen vorgehen, Beyer sollte sie dabei unterstützen. 

### Gründe für den Ausgang
Die preußische Generalität fasste die Ursache für die zweifache bayerische Niederlage wie folgt zusammen:
„Die beiden bayerischen Divisionen hatten den kurzen Marsch zu ihrem Rendez-vous spät und zu verschiedenen Zeiten angetreten. So geschah es, ......, daß General v. Beyer mit der einen fertig war, als die andere anlangte, und dass sie trotz bedeutender Ueberlegenheit dennoch entschieden geschlagen wurden.“
Die preußischen Erfolge sind nur zum Teil der höheren Feuerrate des Zündnadelgewehrs zu verdanken. Diese wurde zumindest teilweise durch die Genauigkeit, Reichweite und Zuverlässigkeit des bei den Bayern eingesetzten Podewils-Gewehrs kompensiert. Vielmehr trug die Führung der Preußen wesentlich zum Erfolg bei.

Das Prinzip „Getrennt marschieren, vereint schlagen“ fand auch am 25. Juli seine Anwendung. Die Preußen führten den Kampf wesentlich beweglicher als die Bundestruppen, die sich wegen der ursprünglich geplanten Offensive gegen Aschaffenburg noch immer nicht zur Abwehr des Angriffs formiert hatten. 

Die Mainarmee teilte sich vor dem zahlenmäßig überlegenen Bundestruppen auf und schlugen jeweils überlegene Verbände der Bundesarmee, wobei die Divisionen ständig in Kontakt blieben. In Gerchsheim schlug die Division Goeben das ganze VII. Korps. In Helmstadt manövrierten die Regimenter die Bayern immer wieder aus und zogen sich im richtigen Augenblick wieder zusammen, wie beim Frohnberg. Am Abend des 25. hatten sämtliche Divisionen Fühlung für den Fall, dass es am nächsten Tag zum Gefecht mit der vereinten Bundesarmee gekommen wäre.

Die zahlenmäßige Überlegenheit der Bayern täuscht. Es wurde später behauptet, die Division Beyer habe drei bayerische Divisionen an diesem Tag besiegt. Tatsächlich stand aber außer der 3. Division nicht einmal die Hälfte der 1. Division im Gefecht. Von der zweiten Division nahmen nur einzelne Bataillone an den Gefechten teil. Alle Gefechte fanden voneinander unabhängig statt, die Aktionen der Divisionen verliefen unkoordiniert.

Die mangelhafte Abstimmung betraf alle Ebenen. Auf dem Sesselberg konnte man sich wegen der unterschiedlichen Zugehörigkeit zu Divisionen, Brigaden und Regimentern nicht auf ein einheitliches Vorgehen einigen. Die Division Stephan schickte zu spät Verstärkung, während die badische Division dies schlicht ablehnte. Auf Korpsebene wurden trotz der geringen Abstände des VII. und VIII. Korps die Bewegungen, wenn überhaupt, dann zu spät mitgeteilt. In allen Fällen nutzten die Preußen dies und schlugen die zerstreuten Einheiten einzeln.

## Folgen
Die Nachricht, dass das VIII. Korps sich nach Würzburg zurückzog, erreichte Prinz Karl erst am nächsten Morgen. Somit musste der Plan, koordiniert mit gemeinsamen Kräften vorzugehen, fallen gelassen werden. Stattdessen deckten die Bayern den Übergang des VII. Korps über den Main in dem Gefecht von Rossbrunn.

An diesem Tag nahmen die Badener zum letzten Mal in diesem Krieg an einem Gefecht teil. Die badische Division wurde am 29. Juli, also noch vor Ende des Krieges, in ihre Kasernen zurückbefohlen. Anfang August trat Baden aus dem deutschen Bund aus. Ihr Kommandeur, Wilhelm Prinz von Baden, wurde für sein Verhalten bei den Gefechten am 24. Juli bei Tauberbischofsheim und am 25. Juli bei Gerchsheim und Helmstadt öffentlich kritisiert. Wilhelm war selbst preußischer Gardeoffizier und mit dem preußischen Herrscherhaus verwandt. Er verfasste daraufhin ein Buch, das den Kriegsverlauf aus badischer Sicht schilderte. 

General Beyer wurde noch im selben Jahr Inspekteur der badischen Armee und im Jahr 1868 Kriegsminister Badens.

## Gedenken

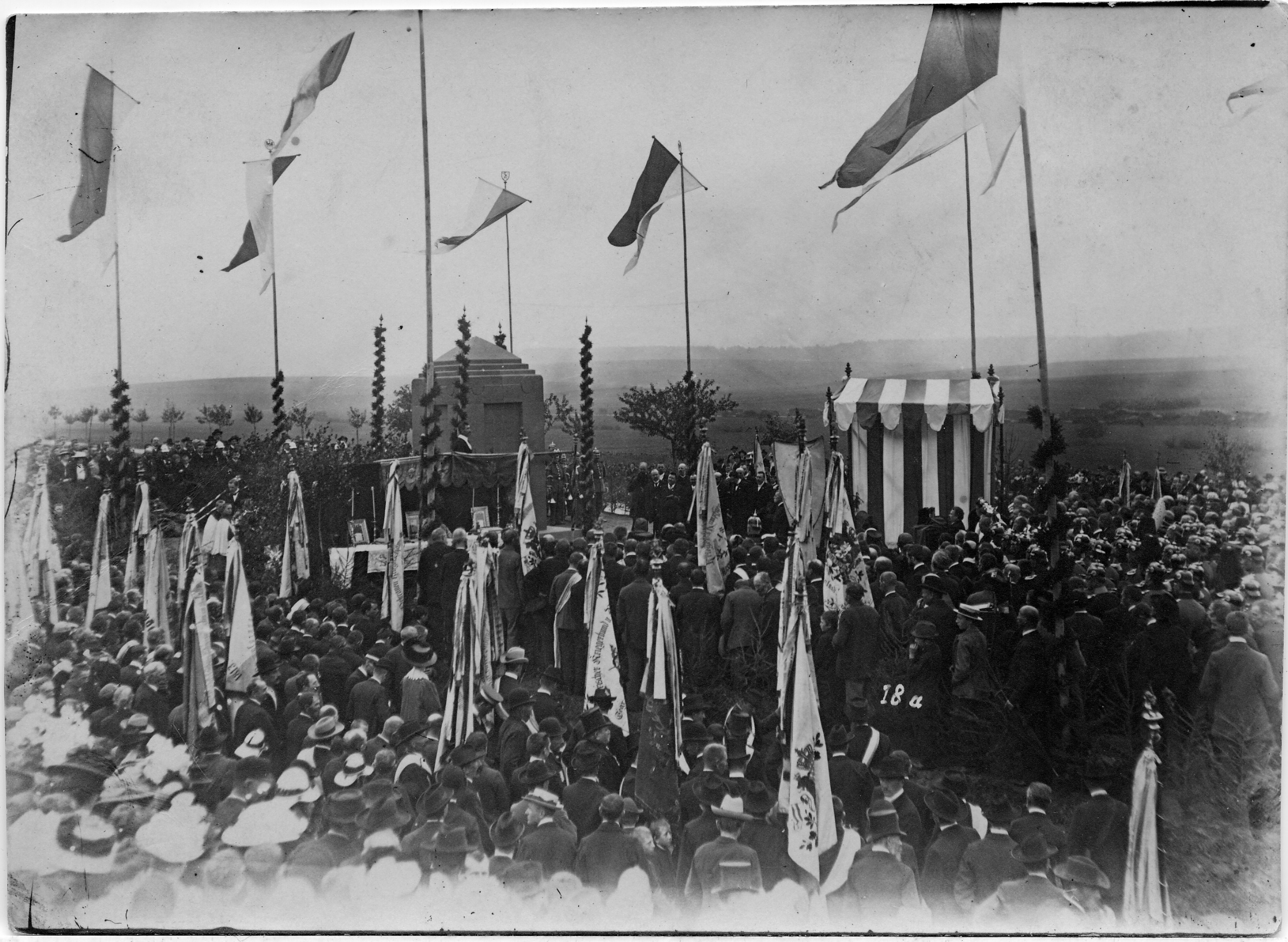
Festakt zur Enthüllung des Prinz-Ludwig-Denkmals am 3. Oktober 1909

Zum Andenken an das für die Preußen siegreiche Gefecht des Infanterieregiments Nr. 70 wurde von Albert Klaar ein Marsch komponiert und in die Armeemarschsammlung als A M II, 204 Helmstadt-Marsch aufgenommen.
Für die Gefallenen der Schlacht wurden einige Denkmäler in der Umgebung errichtet, so zum Beispiel für die Angehörigen des 3. Brandenburgischen Infanterie-Regiments Nr. 20, des 2. Thüringischen Infanterie-Regiments Nr. 32, sowie der bayerischen Truppen als Ganzes.
Der Verwundung des Prinzen Ludwig von Bayern hingegen wurde später mit der Errichtung des Prinz-Ludwig-Denkmals am Helmstadter Ortsausgang Richtung Würzburg gedacht, welches am 3. Oktober 1909 im Beisein des Prinzen und Veteranen des Krieges von 1866 während eines Festakts enthüllt wurde.